# NHL All-Star team
NHL All-Star team – wybierane od sezonu 1930/1931 przez PHWA (z ang. Stowarzyszenie Hokejowych Pisarzy Zawodowych) dwie drużyny fazy zasadniczej NHL, składające się 6 najlepszych zawodników (bramkarza, 2 obrońców, lewoskrzydłowego, centera, prawoskrzydłowego). W latach 1931–1946 wybierano także najlepszych trenerów.
Najwięcej nominacji otrzymał Gordie Howe, który był wybierany 21-krotnie (12 razy w Pierwszej drużynie gwiazd, 9 razy w Drugiej drużynie gwiazd). Pierwszym zawodnikiem spoza Kanady lub Stanów Zjednoczonych, który otrzymał nominację jest Szwed Börje Salming w sezonie 1974/1975. Aleksandr Owieczkin jest jedynym zawodnikiem w historii ligi NHL, który w jednym znalazł się zarówno w Pierwszej drużynie gwiazd (prawoskrzydłowy), jak i w Drugiej drużynie gwiazd (lewoskrzydłowy) – w sezonie 2012/2013 w wyniku błędu w głosowaniu.

## Lista nominowanych
| Sezon                                           | Pierwsza drużyna    | Pierwsza drużyna                        | Pozycja         | Druga drużyna         | Druga drużyna                            |
| Sezon                                           | Zawodnik            | Klub                                    | Pozycja         | Zawodnik              | Klub                                     |
| ----------------------------------------------- | ------------------- | --------------------------------------- | --------------- | --------------------- | ---------------------------------------- |
| 1930/1931                                       | Charlie Gardiner    | Chicago Blackhawks                      | Bramkarz        | Tiny Thompson         | Boston Bruins                            |
| 1930/1931                                       | King Clancy         | Toronto Maple Leafs                     | Obrońca         | Ching Johnson         | New York Rangers                         |
| 1930/1931                                       | Eddie Shore         | Boston Bruins                           | Obrońca         | Sylvio Mantha         | Montreal Canadiens                       |
| 1930/1931                                       | Aurèle Joliat       | Montreal Canadiens                      | Lewoskrzydłowy  | Bun Cook              | New York Rangers                         |
| 1930/1931                                       | Howie Morenz        | Montreal Canadiens                      | Center          | Frank Boucher         | New York Rangers                         |
| 1930/1931                                       | Bill Cook           | New York Rangers                        | Prawoskrzydłowy | Dit Clapper           | Boston Bruins                            |
| 1930/1931                                       | Lester Patrick      | New York Rangers                        | Trener          | Dick Irvin            | Chicago Blackhawks                       |
| 1931/1932                                       | Charlie Gardiner    | Chicago Blackhawks                      | Bramkarz        | Roy Worters           | New York Americans                       |
| 1931/1932                                       | Ching Johnson       | New York Rangers                        | Obrońca         | King Clancy           | Toronto Maple Leafs                      |
| 1931/1932                                       | Eddie Shore         | Boston Bruins                           | Obrońca         | Sylvio Mantha         | Montreal Canadiens                       |
| 1931/1932                                       | Busher Jackson      | Toronto Maple Leafs                     | Lewoskrzydłowy  | Aurèle Joliat         | Montreal Canadiens                       |
| 1931/1932                                       | Howie Morenz        | Montreal Canadiens                      | Center          | Hooley Smith          | Montreal Maroons                         |
| 1931/1932                                       | Bill Cook           | New York Rangers                        | Prawoskrzydłowy | Charlie Conacher      | Toronto Maple Leafs                      |
| 1931/1932                                       | Lester Patrick      | New York Rangers                        | Trener          | Dick Irvin            | Toronto Maple Leafs                      |
| 1932/1933                                       | John Roach          | Detroit Red Wings                       | Bramkarz        | Charlie Gardiner      | Chicago Blackhawks                       |
| 1932/1933                                       | Ching Johnson       | New York Rangers                        | Obrońca         | Lionel Conacher       | Montreal Maroons                         |
| 1932/1933                                       | Eddie Shore         | Boston Bruins                           | Obrońca         | King Clancy           | Toronto Maple Leafs                      |
| 1932/1933                                       | Baldy Northcott     | Montreal Maroons                        | Lewoskrzydłowy  | Busher Jackson        | Toronto Maple Leafs                      |
| 1932/1933                                       | Frank Boucher       | New York Rangers                        | Center          | Howie Morenz          | Montreal Canadiens                       |
| 1932/1933                                       | Bill Cook           | New York Rangers                        | Prawoskrzydłowy | Charlie Conacher      | Toronto Maple Leafs                      |
| 1932/1933                                       | Lester Patrick      | New York Rangers                        | Trener          | Dick Irvin            | Toronto Maple Leafs                      |
| 1933/1934                                       | Charlie Gardiner    | Chicago Blackhawks                      | Bramkarz        | Roy Worters           | New York Americans                       |
| 1933/1934                                       | Lionel Conacher     | Montreal Maroons                        | Obrońca         | Ching Johnson         | New York Rangers                         |
| 1933/1934                                       | King Clancy         | Toronto Maple Leafs                     | Obrońca         | Eddie Shore           | Boston Bruins                            |
| 1933/1934                                       | Busher Jackson      | Toronto Maple Leafs                     | Lewoskrzydłowy  | Aurèle Joliat         | Montreal Canadiens                       |
| 1933/1934                                       | Frank Boucher       | New York Rangers                        | Center          | Joe Primeau           | Toronto Maple Leafs                      |
| 1933/1934                                       | Charlie Conacher    | Toronto Maple Leafs                     | Prawoskrzydłowy | Bill Cook             | New York Rangers                         |
| 1933/1934                                       | Lester Patrick      | New York Rangers                        | Trener          | Dick Irvin            | Toronto Maple Leafs                      |
| 1934/1935                                       | Lorne Chabot        | Chicago Blackhawks                      | Bramkarz        | Tiny Thompson         | Boston Bruins                            |
| 1934/1935                                       | Earl Seibert        | New York Rangers                        | Obrońca         | Art Coulter           | Chicago Blackhawks                       |
| 1934/1935                                       | Eddie Shore         | Boston Bruins                           | Obrońca         | Cy Wentworth          | Montreal Maroons                         |
| 1934/1935                                       | Busher Jackson      | Toronto Maple Leafs                     | Lewoskrzydłowy  | Aurèle Joliat         | Montreal Canadiens                       |
| 1934/1935                                       | Frank Boucher       | New York Rangers                        | Center          | Cooney Weiland        | Detroit Red Wings                        |
| 1934/1935                                       | Charlie Conacher    | Toronto Maple Leafs                     | Prawoskrzydłowy | Dit Clapper           | Boston Bruins                            |
| 1934/1935                                       | Lester Patrick      | New York Rangers                        | Trener          | Dick Irvin            | Toronto Maple Leafs                      |
| 1935/1936                                       | Tiny Thompson       | Boston Bruins                           | Bramkarz        | Wilf Cude             | Montreal Canadiens                       |
| 1935/1936                                       | Babe Siebert        | Boston Bruins                           | Obrońca         | Ebbie Goodfellow      | Detroit Red Wings                        |
| 1935/1936                                       | Eddie Shore         | Boston Bruins                           | Obrońca         | Earl Seibert          | New York Rangers/Chicago Blackhawks      |
| 1935/1936                                       | Sweeney Schriner    | New York Americans                      | Lewoskrzydłowy  | Paul Thompson         | Chicago Blackhawks                       |
| 1935/1936                                       | Hooley Smith        | Montreal Maroons                        | Center          | Bill Thoms            | Toronto Maple Leafs                      |
| 1935/1936                                       | Charlie Conacher    | Toronto Maple Leafs                     | Prawoskrzydłowy | Cecil Dillon          | New York Rangers                         |
| 1935/1936                                       | Lester Patrick      | New York Rangers                        | Trener          | Tommy Gorman          | Montreal Maroons                         |
| 1936/1937                                       | Normie Smith        | Detroit Red Wings                       | Bramkarz        | Wilf Cude             | Montreal Canadiens                       |
| 1936/1937                                       | Ebbie Goodfellow    | Detroit Red Wings                       | Obrońca         | Lionel Conacher       | Montreal Maroons                         |
| 1936/1937                                       | Babe Siebert        | Montreal Canadiens                      | Obrońca         | Earl Seibert          | Chicago Blackhawks                       |
| 1936/1937                                       | Busher Jackson      | Toronto Maple Leafs                     | Lewoskrzydłowy  | Sweeney Schriner      | New York Americans                       |
| 1936/1937                                       | Marty Barry         | Detroit Red Wings                       | Center          | Art Chapman           | New York Americans                       |
| 1936/1937                                       | Larry Aurie         | Detroit Red Wings                       | Prawoskrzydłowy | Cecil Dillon          | New York Rangers                         |
| 1936/1937                                       | Jack Adams          | Detroit Red Wings                       | Trener          | Cecil Hart            | Montreal Canadiens                       |
| 1937/1938                                       | Tiny Thompson       | Boston Bruins                           | Bramkarz        | Dave Kerr             | New York Rangers                         |
| 1937/1938                                       | Babe Siebert        | Montreal Canadiens                      | Obrońca         | Earl Seibert          | Chicago Blackhawks                       |
| 1937/1938                                       | Eddie Shore         | Boston Bruins                           | Obrońca         | Art Coulter           | New York Rangers                         |
| 1937/1938                                       | Paul Thompson       | Chicago Blackhawks                      | Lewoskrzydłowy  | Toe Blake             | Montreal Canadiens                       |
| 1937/1938                                       | Bill Cowley         | Boston Bruins                           | Center          | Syl Apps              | Toronto Maple Leafs                      |
| 1937/1938                                       | Gord Drillon        | Toronto Maple Leafs                     | Prawoskrzydłowy | Nie wybrano.          | Nie wybrano.                             |
| 1937/1938                                       | Cecil Dillon        | New York Rangers                        | Prawoskrzydłowy | Nie wybrano.          | Nie wybrano.                             |
| 1937/1938                                       | Lester Patrick      | New York Rangers                        | Trener          | Art Ross              | Boston Bruins                            |
| 1938/1939                                       | Frank Brimsek       | Boston Bruins                           | Bramkarz        | Earl Robertson        | New York Americans                       |
| 1938/1939                                       | Dit Clapper         | Boston Bruins                           | Obrońca         | Art Coulter           | New York Rangers                         |
| 1938/1939                                       | Eddie Shore         | Boston Bruins                           | Obrońca         | Earl Seibert          | Chicago Blackhawks                       |
| 1938/1939                                       | Toe Blake           | Montreal Canadiens                      | Lewoskrzydłowy  | Johnny Gottselig      | Chicago Blackhawks                       |
| 1938/1939                                       | Syl Apps            | Toronto Maple Leafs                     | Center          | Neil Colville         | New York Rangers                         |
| 1938/1939                                       | Gord Drillon        | Toronto Maple Leafs                     | Prawoskrzydłowy | Bobby Bauer           | Boston Bruins                            |
| 1938/1939                                       | Art Ross            | Boston Bruins                           | Trener          | Red Dutton            | New York Americans                       |
| 1939/1940                                       | Dave Kerr           | New York Rangers                        | Bramkarz        | Frank Brimsek         | Boston Bruins                            |
| 1939/1940                                       | Ebbie Goodfellow    | Detroit Red Wings                       | Obrońca         | Earl Seibert          | Chicago Blackhawks                       |
| 1939/1940                                       | Dit Clapper         | Boston Bruins                           | Obrońca         | Art Coulter           | New York Rangers                         |
| 1939/1940                                       | Toe Blake           | Montreal Canadiens                      | Lewoskrzydłowy  | Woody Dumart          | Boston Bruins                            |
| 1939/1940                                       | Milt Schmidt        | Boston Bruins                           | Center          | Neil Colville         | New York Rangers                         |
| 1939/1940                                       | Bryan Hextall       | New York Rangers                        | Prawoskrzydłowy | Bobby Bauer           | Boston Bruins                            |
| 1939/1940                                       | Paul Thompson       | Chicago Blackhawks                      | Trener          | Frank Boucher         | New York Rangers                         |
| 1940/1941                                       | Turk Broda          | Toronto Maple Leafs                     | Bramkarz        | Frank Brimsek         | Boston Bruins                            |
| 1940/1941                                       | Wally Stanowski     | Toronto Maple Leafs                     | Obrońca         | Earl Seibert          | Chicago Blackhawks                       |
| 1940/1941                                       | Dit Clapper         | Boston Bruins                           | Obrońca         | Ott Heller            | New York Rangers                         |
| 1940/1941                                       | Sweeney Schriner    | Toronto Maple Leafs                     | Lewoskrzydłowy  | Woody Dumart          | Boston Bruins                            |
| 1940/1941                                       | Bill Cowley         | Boston Bruins                           | Center          | Syl Apps              | Toronto Maple Leafs                      |
| 1940/1941                                       | Bryan Hextall       | New York Rangers                        | Prawoskrzydłowy | Bobby Bauer           | Boston Bruins                            |
| 1940/1941                                       | Cooney Weiland      | Boston Bruins                           | Trener          | Dick Irvin            | Montreal Canadiens                       |
| 1941/1942                                       | Frank Brimsek       | Boston Bruins                           | Bramkarz        | Turk Broda            | Toronto Maple Leafs                      |
| 1941/1942                                       | Tommy Anderson      | Brooklyn Americans                      | Obrońca         | Bucko McDonald        | Toronto Maple Leafs                      |
| 1941/1942                                       | Earl Seibert        | Chicago Blackhawks                      | Obrońca         | Pat Egan              | Brooklyn Americans                       |
| 1941/1942                                       | Lynn Patrick        | New York Rangers                        | Lewoskrzydłowy  | Sid Abel              | Detroit Red Wings                        |
| 1941/1942                                       | Syl Apps            | Toronto Maple Leafs                     | Center          | Phil Watson           | New York Rangers                         |
| 1941/1942                                       | Bryan Hextall       | New York Rangers                        | Prawoskrzydłowy | Gord Drillon          | Toronto Maple Leafs                      |
| 1941/1942                                       | Frank Boucher       | New York Rangers*                       | Trener          | Paul Thompson         | Chicago Blackhawks                       |
| 1942/1943                                       | Johnny Mowers       | Detroit Red Wings                       | Bramkarz        | Frank Brimsek         | Boston Bruins                            |
| 1942/1943                                       | Jack Stewart        | Detroit Red Wings                       | Obrońca         | Flash Hollett         | Boston Bruins                            |
| 1942/1943                                       | Earl Seibert        | Chicago Blackhawks                      | Obrońca         | Jack Crawford         | Boston Bruins                            |
| 1942/1943                                       | Doug Bentley        | Chicago Blackhawks                      | Lewoskrzydłowy  | Lynn Patrick          | New York Rangers                         |
| 1942/1943                                       | Bill Cowley         | Boston Bruins                           | Center          | Syl Apps              | Toronto Maple Leafs                      |
| 1942/1943                                       | Lorne Carr          | Toronto Maple Leafs                     | Prawoskrzydłowy | Bryan Hextall         | New York Rangers                         |
| 1942/1943                                       | Jack Adams          | Detroit Red Wings                       | Trener          | Art Ross              | Boston Bruins                            |
| 1943/1944                                       | Bill Durnan         | Montreal Canadiens                      | Bramkarz        | Paul Bibeault         | Toronto Maple Leafs                      |
| 1943/1944                                       | Babe Pratt          | Toronto Maple Leafs                     | Obrońca         | Dit Clapper           | Boston Bruins                            |
| 1943/1944                                       | Earl Seibert        | Chicago Blackhawks                      | Obrońca         | Émile Bouchard        | Montreal Canadiens                       |
| 1943/1944                                       | Doug Bentley        | Chicago Blackhawks                      | Lewoskrzydłowy  | Herb Cain             | Boston Bruins                            |
| 1943/1944                                       | Bill Cowley         | Boston Bruins                           | Center          | Elmer Lach            | Montreal Canadiens                       |
| 1943/1944                                       | Lorne Carr          | Toronto Maple Leafs                     | Prawoskrzydłowy | Maurice Richard       | Montreal Canadiens                       |
| 1943/1944                                       | Dick Irvin          | Chicago Blackhawks                      | Trener          | Hap Day               | Toronto Maple Leafs                      |
| 1944/1945                                       | Bill Durnan         | Montreal Canadiens                      | Bramkarz        | Mike Karakas          | Chicago Blackhawks                       |
| 1944/1945                                       | Flash Hollett       | Detroit Red Wings                       | Obrońca         | Babe Pratt            | Toronto Maple Leafs                      |
| 1944/1945                                       | Émile Bouchard      | Montreal Canadiens                      | Obrońca         | Glen Harmon           | Montreal Canadiens                       |
| 1944/1945                                       | Toe Blake           | Montreal Canadiens                      | Lewoskrzydłowy  | Syd Howe              | Detroit Red Wings                        |
| 1944/1945                                       | Elmer Lach          | Montreal Canadiens                      | Center          | Bill Cowley           | Boston Bruins                            |
| 1944/1945                                       | Maurice Richard     | Montreal Canadiens                      | Prawoskrzydłowy | Bill Mosienko         | Chicago Blackhawks                       |
| 1944/1945                                       | Dick Irvin          | Chicago Blackhawks                      | Trener          | Jack Adams            | Detroit Red Wings                        |
| 1945/1946                                       | Bill Durnan         | Montreal Canadiens                      | Bramkarz        | Frank Brimsek         | Boston Bruins                            |
| 1945/1946                                       | Émile Bouchard      | Montreal Canadiens                      | Obrońca         | Jack Stewart          | Detroit Red Wings                        |
| 1945/1946                                       | Jack Crawford       | Boston Bruins                           | Obrońca         | Ken Reardon           | Montreal Canadiens                       |
| 1945/1946                                       | Gaye Stewart        | Toronto Maple Leafs                     | Lewoskrzydłowy  | Toe Blake             | Montreal Canadiens                       |
| 1945/1946                                       | Max Bentley         | Chicago Blackhawks                      | Center          | Elmer Lach            | Montreal Canadiens                       |
| 1945/1946                                       | Maurice Richard     | Montreal Canadiens                      | Prawoskrzydłowy | Bill Mosienko         | Chicago Blackhawks                       |
| 1945/1946                                       | Dick Irvin          | Chicago Blackhawks                      | Trener          | Johnny Gottselig      | Chicago Blackhawks                       |
| 1946/1947                                       | Bill Durnan         | Montreal Canadiens                      | Bramkarz        | Frank Brimsek         | Boston Bruins                            |
| 1946/1947                                       | Émile Bouchard      | Montreal Canadiens                      | Obrońca         | Bill Quackenbush      | Detroit Red Wings                        |
| 1946/1947                                       | Ken Reardon         | Montreal Canadiens                      | Obrońca         | Jack Stewart          | Detroit Red Wings                        |
| 1946/1947                                       | Doug Bentley        | Chicago Blackhawks                      | Lewoskrzydłowy  | Woody Dumart          | Boston Bruins                            |
| 1946/1947                                       | Milt Schmidt        | Boston Bruins                           | Center          | Max Bentley           | Chicago Blackhawks                       |
| 1946/1947                                       | Maurice Richard     | Montreal Canadiens                      | Prawoskrzydłowy | Bobby Bauer           | Boston Bruins                            |
| 1947/1948                                       | Turk Broda          | Toronto Maple Leafs                     | Bramkarz        | Frank Brimsek         | Boston Bruins                            |
| 1947/1948                                       | Jack Stewart        | Detroit Red Wings                       | Obrońca         | Neil Colville         | New York Rangers                         |
| 1947/1948                                       | Bill Quackenbush    | Detroit Red Wings                       | Obrońca         | Ken Reardon           | Montreal Canadiens                       |
| 1947/1948                                       | Ted Lindsay         | Detroit Red Wings                       | Lewoskrzydłowy  | Gaye Stewart          | Toronto Maple Leafs                      |
| 1947/1948                                       | Elmer Lach          | Montreal Canadiens                      | Center          | Buddy O’Connor        | New York Rangers                         |
| 1947/1948                                       | Maurice Richard     | Montreal Canadiens                      | Prawoskrzydłowy | Bud Poile             | Chicago Blackhawks                       |
| 1948/1949                                       | Bill Durnan         | Montreal Canadiens                      | Bramkarz        | Chuck Rayner          | New York Rangers                         |
| 1948/1949                                       | Jack Stewart        | Detroit Red Wings                       | Obrońca         | Ken Reardon           | Montreal Canadiens                       |
| 1948/1949                                       | Bill Quackenbush    | Detroit Red Wings                       | Obrońca         | Glen Harmon           | Montreal Canadiens                       |
| 1948/1949                                       | Roy Conacher        | Chicago Blackhawks                      | Lewoskrzydłowy  | Ted Lindsay           | Detroit Red Wings                        |
| 1948/1949                                       | Sid Abel            | Detroit Red Wings                       | Center          | Doug Bentley          | Chicago Blackhawks                       |
| 1948/1949                                       | Maurice Richard     | Montreal Canadiens                      | Prawoskrzydłowy | Gordie Howe           | Detroit Red Wings                        |
| 1949/1950                                       | Bill Durnan         | Montreal Canadiens                      | Bramkarz        | Chuck Rayner          | New York Rangers                         |
| 1949/1950                                       | Ken Reardon         | Montreal Canadiens                      | Obrońca         | Red Kelly             | Detroit Red Wings                        |
| 1949/1950                                       | Gus Mortson         | Toronto Maple Leafs                     | Obrońca         | Leo Reise Jr.         | Detroit Red Wings                        |
| 1949/1950                                       | Ted Lindsay         | Detroit Red Wings                       | Lewoskrzydłowy  | Tony Leswick          | New York Rangers                         |
| 1949/1950                                       | Sid Abel            | Detroit Red Wings                       | Center          | Ted Kennedy           | Toronto Maple Leafs                      |
| 1949/1950                                       | Maurice Richard     | Montreal Canadiens                      | Prawoskrzydłowy | Gordie Howe           | Detroit Red Wings                        |
| 1950/1951                                       | Terry Sawchuk       | Detroit Red Wings                       | Bramkarz        | Chuck Rayner          | New York Rangers                         |
| 1950/1951                                       | Bill Quackenbush    | Boston Bruins                           | Obrońca         | Leo Reise Jr.         | Detroit Red Wings                        |
| 1950/1951                                       | Red Kelly           | Detroit Red Wings                       | Obrońca         | Jimmy Thomson         | Toronto Maple Leafs                      |
| 1950/1951                                       | Ted Lindsay         | Detroit Red Wings                       | Lewoskrzydłowy  | Sid Smith             | Toronto Maple Leafs                      |
| 1950/1951                                       | Milt Schmidt        | Boston Bruins                           | Center          | Sid Abel              | Detroit Red Wings                        |
| 1950/1951                                       | Milt Schmidt        | Boston Bruins                           | Center          | Ted Kennedy           | Toronto Maple Leafs                      |
| 1950/1951                                       | Gordie Howe         | Detroit Red Wings                       | Prawoskrzydłowy | Maurice Richard       | Montreal Canadiens                       |
| 1951/1952                                       | Terry Sawchuk       | Detroit Red Wings                       | Bramkarz        | Jim Henry             | Boston Bruins                            |
| 1951/1952                                       | Doug Harvey         | Montreal Canadiens                      | Obrońca         | Jimmy Thomson         | Toronto Maple Leafs                      |
| 1951/1952                                       | Red Kelly           | Detroit Red Wings                       | Obrońca         | Hy Buller             | New York Rangers                         |
| 1951/1952                                       | Ted Lindsay         | Detroit Red Wings                       | Lewoskrzydłowy  | Sid Smith             | Toronto Maple Leafs                      |
| 1951/1952                                       | Elmer Lach          | Montreal Canadiens                      | Center          | Milt Schmidt          | Boston Bruins                            |
| 1951/1952                                       | Gordie Howe         | Detroit Red Wings                       | Prawoskrzydłowy | Maurice Richard       | Montreal Canadiens                       |
| 1952/1953                                       | Terry Sawchuk       | Detroit Red Wings                       | Bramkarz        | Gerry McNeil          | Montreal Canadiens                       |
| 1952/1953                                       | Doug Harvey         | Montreal Canadiens                      | Obrońca         | Bill Gadsby           | Chicago Blackhawks                       |
| 1952/1953                                       | Red Kelly           | Detroit Red Wings                       | Obrońca         | Bill Quackenbush      | Boston Bruins                            |
| 1952/1953                                       | Ted Lindsay         | Detroit Red Wings                       | Lewoskrzydłowy  | Bert Olmstead         | Montreal Canadiens                       |
| 1952/1953                                       | Fleming Mackell     | Boston Bruins                           | Center          | Alex Delvecchio       | Detroit Red Wings                        |
| 1952/1953                                       | Gordie Howe         | Detroit Red Wings                       | Prawoskrzydłowy | Maurice Richard       | Montreal Canadiens                       |
| 1953/1954                                       | Harry Lumley        | Toronto Maple Leafs                     | Bramkarz        | Terry Sawchuk         | Detroit Red Wings                        |
| 1953/1954                                       | Doug Harvey         | Montreal Canadiens                      | Obrońca         | Tim Horton            | Toronto Maple Leafs                      |
| 1953/1954                                       | Red Kelly           | Detroit Red Wings                       | Obrońca         | Bill Gadsby           | Chicago Blackhawks                       |
| 1953/1954                                       | Ted Lindsay         | Detroit Red Wings                       | Lewoskrzydłowy  | Ed Sandford           | Boston Bruins                            |
| 1953/1954                                       | Ken Mosdell         | Montreal Canadiens                      | Center          | Ted Kennedy           | Toronto Maple Leafs                      |
| 1953/1954                                       | Gordie Howe         | Detroit Red Wings                       | Prawoskrzydłowy | Maurice Richard       | Montreal Canadiens                       |
| 1954/1955                                       | Harry Lumley        | Toronto Maple Leafs                     | Bramkarz        | Terry Sawchuk         | Detroit Red Wings                        |
| 1954/1955                                       | Red Kelly           | Detroit Red Wings                       | Obrońca         | Fernie Flaman         | Boston Bruins                            |
| 1954/1955                                       | Doug Harvey         | Montreal Canadiens                      | Obrońca         | Bob Goldham           | Detroit Red Wings                        |
| 1954/1955                                       | Sid Smith           | Toronto Maple Leafs                     | Lewoskrzydłowy  | Danny Lewicki         | New York Rangers                         |
| 1954/1955                                       | Jean Béliveau       | Montreal Canadiens                      | Center          | Ken Mosdell           | Montreal Canadiens                       |
| 1954/1955                                       | Maurice Richard     | Montreal Canadiens                      | Prawoskrzydłowy | kx Bernie Geoffrion   | Montreal Canadiens                       |
| 1955/1956                                       | Jacques Plante      | Montreal Canadiens                      | Bramkarz        | Glenn Hall            | Detroit Red Wings                        |
| 1955/1956                                       | Bill Gadsby         | Chicago Blackhawks                      | Obrońca         | Tom Johnson           | Montreal Canadiens                       |
| 1955/1956                                       | Doug Harvey         | Montreal Canadiens                      | Obrońca         | Red Kelly             | Detroit Red Wings                        |
| 1955/1956                                       | Ted Lindsay         | Detroit Red Wings                       | Lewoskrzydłowy  | Bert Olmstead         | Montreal Canadiens                       |
| 1955/1956                                       | Jean Béliveau       | Montreal Canadiens                      | Center          | Tod Sloan             | Toronto Maple Leafs                      |
| 1955/1956                                       | Maurice Richard     | Montreal Canadiens                      | Prawoskrzydłowy | Gordie Howe           | Detroit Red Wings                        |
| 1956/1957                                       | Glenn Hall          | Detroit Red Wings                       | Bramkarz        | Jacques Plante        | Montreal Canadiens                       |
| 1956/1957                                       | Red Kelly           | Detroit Red Wings                       | Obrońca         | Bill Gadsby           | Chicago Blackhawks                       |
| 1956/1957                                       | Doug Harvey         | Montreal Canadiens                      | Obrońca         | Fernie Flaman         | Boston Bruins                            |
| 1956/1957                                       | Ted Lindsay         | Detroit Red Wings                       | Lewoskrzydłowy  | Réal Chevrefils       | Boston Bruins                            |
| 1956/1957                                       | Jean Béliveau       | Montreal Canadiens                      | Center          | Ed Litzenberger       | Chicago Blackhawks                       |
| 1956/1957                                       | Gordie Howe         | Detroit Red Wings                       | Prawoskrzydłowy | Maurice Richard       | Montreal Canadiens                       |
| 1957/1958                                       | Glenn Hall          | Chicago Blackhawks                      | Bramkarz        | Jacques Plante        | Montreal Canadiens                       |
| 1957/1958                                       | Bill Gadsby         | Chicago Blackhawks                      | Obrońca         | Marcel Pronovost      | Detroit Red Wings                        |
| 1957/1958                                       | Doug Harvey         | Montreal Canadiens                      | Obrońca         | Fernie Flaman         | Boston Bruins                            |
| 1957/1958                                       | Dickie Moore        | Montreal Canadiens                      | Lewoskrzydłowy  | Camille Henry         | New York Rangers                         |
| 1957/1958                                       | Henri Richard       | Montreal Canadiens                      | Center          | Jean Béliveau         | Montreal Canadiens                       |
| 1957/1958                                       | Gordie Howe         | Detroit Red Wings                       | Prawoskrzydłowy | Andy Bathgate         | New York Rangers                         |
| 1958/1959                                       | Jacques Plante      | Montreal Canadiens                      | Bramkarz        | Terry Sawchuk         | Detroit Red Wings                        |
| 1958/1959                                       | Bill Gadsby         | Chicago Blackhawks                      | Obrońca         | Doug Harvey           | Montreal Canadiens                       |
| 1958/1959                                       | Tom Johnson         | Montreal Canadiens                      | Obrońca         | Marcel Pronovost      | Detroit Red Wings                        |
| 1958/1959                                       | Dickie Moore        | Montreal Canadiens                      | Lewoskrzydłowy  | Alex Delvecchio       | Detroit Red Wings                        |
| 1958/1959                                       | Jean Béliveau       | Montreal Canadiens                      | Center          | Henri Richard         | Montreal Canadiens                       |
| 1958/1959                                       | Andy Bathgate       | New York Rangers                        | Prawoskrzydłowy | Gordie Howe           | Detroit Red Wings                        |
| 1959/1960                                       | Glenn Hall          | Chicago Blackhawks                      | Bramkarz        | Jacques Plante        | Montreal Canadiens                       |
| 1959/1960                                       | Marcel Pronovost    | Montreal Canadiens                      | Obrońca         | Pierre Pilote         | Chicago Blackhawks                       |
| 1959/1960                                       | Doug Harvey         | Montreal Canadiens                      | Obrońca         | Allan Stanley         | Toronto Maple Leafs                      |
| 1959/1960                                       | Bobby Hull          | Chicago Blackhawks                      | Lewoskrzydłowy  | Dean Prentice         | New York Rangers                         |
| 1959/1960                                       | Jean Béliveau       | Montreal Canadiens                      | Center          | Bronco Horvath        | Boston Bruins                            |
| 1959/1960                                       | Gordie Howe         | Detroit Red Wings                       | Prawoskrzydłowy | Bernie Geoffrion      | Montreal Canadiens                       |
| 1960/1961                                       | Johnny Bower        | Toronto Maple Leafs                     | Bramkarz        | Glenn Hall            | Chicago Blackhawks                       |
| 1960/1961                                       | Marcel Pronovost    | Detroit Red Wings                       | Obrońca         | Pierre Pilote         | Chicago Blackhawks                       |
| 1960/1961                                       | Doug Harvey         | Montreal Canadiens                      | Obrońca         | Allan Stanley         | Toronto Maple Leafs                      |
| 1960/1961                                       | Frank Mahovlich     | Toronto Maple Leafs                     | Lewoskrzydłowy  | Dickie Moore          | Montreal Canadiens                       |
| 1960/1961                                       | Jean Béliveau       | Montreal Canadiens                      | Center          | Henri Richard         | Montreal Canadiens                       |
| 1960/1961                                       | Bernie Geoffrion    | Montreal Canadiens                      | Prawoskrzydłowy | Gordie Howe           | Detroit Red Wings                        |
| 1961/1962                                       | Jacques Plante      | Montreal Canadiens                      | Bramkarz        | Glenn Hall            | Chicago Blackhawks                       |
| 1961/1962                                       | Jean-Guy Talbot     | Montreal Canadiens                      | Obrońca         | Pierre Pilote         | Chicago Blackhawks                       |
| 1961/1962                                       | Doug Harvey         | New York Rangers                        | Obrońca         | Carl Brewer           | Toronto Maple Leafs                      |
| 1961/1962                                       | Bobby Hull          | Chicago Blackhawks                      | Lewoskrzydłowy  | Frank Mahovlich       | Toronto Maple Leafs                      |
| 1961/1962                                       | Stan Mikita         | Chicago Blackhawks                      | Center          | Dave Keon             | Toronto Maple Leafs                      |
| 1961/1962                                       | Andy Bathgate       | New York Rangers                        | Prawoskrzydłowy | Gordie Howe           | Detroit Red Wings                        |
| 1962/1963                                       | Glenn Hall          | Chicago Blackhawks                      | Bramkarz        | Terry Sawchuk         | Detroit Red Wings                        |
| 1962/1963                                       | Carl Brewer         | Toronto Maple Leafs                     | Obrońca         | Elmer Vasko           | Chicago Blackhawks                       |
| 1962/1963                                       | Pierre Pilote       | Chicago Blackhawks                      | Obrońca         | Tim Horton            | Toronto Maple Leafs                      |
| 1962/1963                                       | Frank Mahovlich     | Toronto Maple Leafs                     | Lewoskrzydłowy  | Bobby Hull            | Chicago Blackhawks                       |
| 1962/1963                                       | Stan Mikita         | Chicago Blackhawks                      | Center          | Henri Richard         | Montreal Canadiens                       |
| 1962/1963                                       | Gordie Howe         | Detroit Red Wings                       | Prawoskrzydłowy | Andy Bathgate         | New York Rangers                         |
| 1963/1964                                       | Glenn Hall          | Chicago Blackhawks                      | Bramkarz        | kx Charlie Hodge      | Montreal Canadiens                       |
| 1963/1964                                       | Tim Horton          | Toronto Maple Leafs                     | Obrońca         | Jacques Laperrière    | Montreal Canadiens                       |
| 1963/1964                                       | Pierre Pilote       | Chicago Blackhawks                      | Obrońca         | Elmer Vasko           | Chicago Blackhawks                       |
| 1963/1964                                       | Bobby Hull          | Chicago Blackhawks                      | Lewoskrzydłowy  | Frank Mahovlich       | Toronto Maple Leafs                      |
| 1963/1964                                       | Stan Mikita         | Chicago Blackhawks                      | Center          | Jean Béliveau         | Montreal Canadiens                       |
| 1963/1964                                       | Kenny Wharram       | Chicago Blackhawks                      | Prawoskrzydłowy | Gordie Howe           | Detroit Red Wings                        |
| 1964/1965                                       | kx Roger Crozier    | Detroit Red Wings                       | Bramkarz        | Charlie Hodge         | Montreal Canadiens                       |
| 1964/1965                                       | Jacques Laperrière  | Montreal Canadiens                      | Obrońca         | Carl Brewer           | Toronto Maple Leafs                      |
| 1964/1965                                       | Pierre Pilote       | Chicago Blackhawks                      | Obrońca         | Bill Gadsby           | Detroit Red Wings                        |
| 1964/1965                                       | Bobby Hull          | Chicago Blackhawks                      | Lewoskrzydłowy  | Frank Mahovlich       | Toronto Maple Leafs                      |
| 1964/1965                                       | Norm Ullman         | Detroit Red Wings                       | Center          | Stan Mikita           | Chicago Blackhawks                       |
| 1964/1965                                       | Claude Provost      | Montreal Canadiens                      | Prawoskrzydłowy | Gordie Howe           | Detroit Red Wings                        |
| 1965/1966                                       | Glenn Hall          | Chicago Blackhawks                      | Bramkarz        | kx Gump Worsley       | Montreal Canadiens                       |
| 1965/1966                                       | Pierre Pilote       | Chicago Blackhawks                      | Obrońca         | Pat Stapleton         | Chicago Blackhawks                       |
| 1965/1966                                       | Jacques Laperrière  | Montreal Canadiens                      | Obrońca         | Allan Stanley         | Toronto Maple Leafs                      |
| 1965/1966                                       | Bobby Hull          | Chicago Blackhawks                      | Lewoskrzydłowy  | Frank Mahovlich       | Toronto Maple Leafs                      |
| 1965/1966                                       | Stan Mikita         | Chicago Blackhawks                      | Center          | Jean Béliveau         | Montreal Canadiens                       |
| 1965/1966                                       | Gordie Howe         | Detroit Red Wings                       | Prawoskrzydłowy | Bobby Rousseau        | Montreal Canadiens                       |
| 1966/1967                                       | Ed Giacomin         | New York Rangers                        | Bramkarz        | Glenn Hall            | Chicago Blackhawks                       |
| 1966/1967                                       | Harry Howell        | New York Rangers                        | Obrońca         | Bobby Orr             | Boston Bruins                            |
| 1966/1967                                       | Pierre Pilote       | Chicago Blackhawks                      | Obrońca         | Tim Horton            | Toronto Maple Leafs                      |
| 1966/1967                                       | Bobby Hull          | Chicago Blackhawks                      | Lewoskrzydłowy  | Don Marshall          | New York Rangers                         |
| 1966/1967                                       | Stan Mikita         | Chicago Blackhawks                      | Center          | Norm Ullman           | Detroit Red Wings                        |
| 1966/1967                                       | Kenny Wharram       | Chicago Blackhawks                      | Prawoskrzydłowy | Gordie Howe           | Detroit Red Wings                        |
| 1967/1968                                       | Gump Worsley        | Montreal Canadiens                      | Bramkarz        | Ed Giacomin           | New York Rangers                         |
| 1967/1968                                       | Tim Horton          | Toronto Maple Leafs                     | Obrońca         | Jim Neilson           | New York Rangers                         |
| 1967/1968                                       | Bobby Orr           | Boston Bruins                           | Obrońca         | J.C. Tremblay         | Montreal Canadiens                       |
| 1967/1968                                       | Bobby Hull          | Chicago Blackhawks                      | Lewoskrzydłowy  | Johnny Bucyk          | Boston Bruins                            |
| 1967/1968                                       | Stan Mikita         | Chicago Blackhawks                      | Center          | Phil Esposito         | Boston Bruins                            |
| 1967/1968                                       | Gordie Howe         | Detroit Red Wings                       | Prawoskrzydłowy | Rod Gilbert           | New York Rangers                         |
| 1968/1969                                       | Glenn Hall          | St. Louis Blues                         | Bramkarz        | Ed Giacomin           | New York Rangers                         |
| 1968/1969                                       | Tim Horton          | Toronto Maple Leafs                     | Obrońca         | Ted Harris            | Montreal Canadiens                       |
| 1968/1969                                       | Bobby Orr           | Boston Bruins                           | Obrońca         | Ted Green             | Boston Bruins                            |
| 1968/1969                                       | Bobby Hull          | Chicago Blackhawks                      | Lewoskrzydłowy  | Frank Mahovlich       | Detroit Red Wings                        |
| 1968/1969                                       | Phil Esposito       | Boston Bruins                           | Center          | Jean Béliveau         | Montreal Canadiens                       |
| 1968/1969                                       | Gordie Howe         | Detroit Red Wings                       | Prawoskrzydłowy | Yvan Cournoyer        | Montreal Canadiens                       |
| 1969/1970                                       | Tony Esposito       | Chicago Blackhawks                      | Bramkarz        | Ed Giacomin           | New York Rangers                         |
| 1969/1970                                       | Brad Park           | New York Rangers                        | Obrońca         | Jacques Laperrière    | Montreal Canadiens                       |
| 1969/1970                                       | Bobby Orr           | Boston Bruins                           | Obrońca         | Carl Brewer           | Detroit Red Wings                        |
| 1969/1970                                       | Bobby Hull          | Chicago Blackhawks                      | Lewoskrzydłowy  | Frank Mahovlich       | Detroit Red Wings                        |
| 1969/1970                                       | Phil Esposito       | Boston Bruins                           | Center          | Stan Mikita           | Chicago Blackhawks                       |
| 1969/1970                                       | Gordie Howe         | Detroit Red Wings                       | Prawoskrzydłowy | John McKenzie         | Boston Bruins                            |
| 1970/1971                                       | Ed Giacomin         | New York Rangers                        | Bramkarz        | Jacques Plante        | Toronto Maple Leafs                      |
| 1970/1971                                       | J.C. Tremblay       | Montreal Canadiens                      | Obrońca         | Brad Park             | New York Rangers                         |
| 1970/1971                                       | Bobby Orr           | Boston Bruins                           | Obrońca         | Pat Stapleton         | Chicago Blackhawks                       |
| 1970/1971                                       | Johnny Bucyk        | Boston Bruins                           | Lewoskrzydłowy  | Bobby Hull            | Chicago Blackhawks                       |
| 1970/1971                                       | Phil Esposito       | Boston Bruins                           | Center          | Dave Keon             | Toronto Maple Leafs                      |
| 1970/1971                                       | Ken Hodge           | Boston Bruins                           | Prawoskrzydłowy | Yvan Cournoyer        | Montreal Canadiens                       |
| 1971/1972                                       | Tony Esposito       | Chicago Blackhawks                      | Bramkarz        | Ken Dryden            | Montreal Canadiens                       |
| 1971/1972                                       | Brad Park           | New York Rangers                        | Obrońca         | Pat Stapleton         | Chicago Blackhawks                       |
| 1971/1972                                       | Bobby Orr           | Boston Bruins                           | Obrońca         | Bill White            | Chicago Blackhawks                       |
| 1971/1972                                       | Bobby Hull          | Chicago Blackhawks                      | Lewoskrzydłowy  | Vic Hadfield          | New York Rangers                         |
| 1971/1972                                       | Phil Esposito       | Boston Bruins                           | Center          | Jean Ratelle          | New York Rangers                         |
| 1971/1972                                       | Rod Gilbert         | New York Rangers                        | Prawoskrzydłowy | Yvan Cournoyer        | Montreal Canadiens                       |
| 1972/1973                                       | Ken Dryden          | Montreal Canadiens                      | Bramkarz        | Tony Esposito         | Chicago Blackhawks                       |
| 1972/1973                                       | Guy Lapointe        | Montreal Canadiens                      | Obrońca         | Bill White            | Chicago Blackhawks                       |
| 1972/1973                                       | Bobby Orr           | Boston Bruins                           | Obrońca         | Brad Park             | New York Rangers                         |
| 1972/1973                                       | Frank Mahovlich     | Montreal Canadiens                      | Lewoskrzydłowy  | Dennis Hull           | Chicago Blackhawks                       |
| 1972/1973                                       | Phil Esposito       | Boston Bruins                           | Center          | Bobby Clarke          | Philadelphia Flyers                      |
| 1972/1973                                       | Mickey Redmond      | Detroit Red Wings                       | Prawoskrzydłowy | Yvan Cournoyer        | Montreal Canadiens                       |
| 1973/1974                                       | Bernie Parent       | Philadelphia Flyers                     | Bramkarz        | Tony Esposito         | Chicago Blackhawks                       |
| 1973/1974                                       | Brad Park           | New York Rangers                        | Obrońca         | Barry Ashbee          | Philadelphia Flyers                      |
| 1973/1974                                       | Bobby Orr           | Boston Bruins                           | Obrońca         | Bill White            | Chicago Blackhawks                       |
| 1973/1974                                       | Rick Martin         | Buffalo Sabres                          | Lewoskrzydłowy  | Wayne Cashman         | Boston Bruins                            |
| 1973/1974                                       | Phil Esposito       | Boston Bruins                           | Center          | Bobby Clarke          | Philadelphia Flyers                      |
| 1973/1974                                       | Ken Hodge           | Boston Bruins                           | Prawoskrzydłowy | Mickey Redmond        | Detroit Red Wings                        |
| 1974/1975                                       | Bernie Parent       | Philadelphia Flyers                     | Bramkarz        | Rogie Vachon          | Los Angeles Kings                        |
| 1974/1975                                       | Denis Potvin        | New York Islanders                      | Obrońca         | Börje Salming         | Toronto Maple Leafs                      |
| 1974/1975                                       | Bobby Orr           | Boston Bruins                           | Obrońca         | Guy Lapointe          | Montreal Canadiens                       |
| 1974/1975                                       | Rick Martin         | Buffalo Sabres                          | Lewoskrzydłowy  | Steve Vickers         | New York Rangers                         |
| 1974/1975                                       | Bobby Clarke        | Philadelphia Flyers                     | Center          | Phil Esposito         | Boston Bruins                            |
| 1974/1975                                       | Guy Lafleur         | Montreal Canadiens                      | Prawoskrzydłowy | René Robert           | Buffalo Sabres                           |
| 1975/1976                                       | Ken Dryden          | Montreal Canadiens                      | Bramkarz        | Glenn Resch           | New York Islanders                       |
| 1975/1976                                       | Brad Park           | New York Rangers/Boston Bruins          | Obrońca         | Guy Lapointe          | Montreal Canadiens                       |
| 1975/1976                                       | Denis Potvin        | New York Islanders                      | Obrońca         | Börje Salming         | Toronto Maple Leafs                      |
| 1975/1976                                       | Bill Barber         | Philadelphia Flyers                     | Lewoskrzydłowy  | Rick Martin           | Buffalo Sabres                           |
| 1975/1976                                       | Bobby Clarke        | Philadelphia Flyers                     | Center          | Gilbert Perreault     | Buffalo Sabres                           |
| 1975/1976                                       | Guy Lafleur         | Montreal Canadiens                      | Prawoskrzydłowy | Reggie Leach          | Philadelphia Flyers                      |
| 1976/1977                                       | Ken Dryden          | Montreal Canadiens                      | Bramkarz        | Rogie Vachon          | Los Angeles Kings                        |
| 1976/1977                                       | Börje Salming       | Toronto Maple Leafs                     | Obrońca         | Guy Lapointe          | Montreal Canadiens                       |
| 1976/1977                                       | Larry Robinson      | Montreal Canadiens                      | Obrońca         | Denis Potvin          | New York Islanders                       |
| 1976/1977                                       | Steve Shutt         | Montreal Canadiens                      | Lewoskrzydłowy  | Rick Martin           | Buffalo Sabres                           |
| 1976/1977                                       | Marcel Dionne       | Los Angeles Kings                       | Center          | Gilbert Perreault     | Buffalo Sabres                           |
| 1976/1977                                       | Guy Lafleur         | Montreal Canadiens                      | Prawoskrzydłowy | Lanny McDonald        | Toronto Maple Leafs                      |
| 1977/1978                                       | Ken Dryden          | Montreal Canadiens                      | Bramkarz        | Don Edwards           | Buffalo Sabres                           |
| 1977/1978                                       | Brad Park           | Boston Bruins                           | Obrońca         | Börje Salming         | Toronto Maple Leafs                      |
| 1977/1978                                       | Denis Potvin        | New York Islanders                      | Obrońca         | Larry Robinson        | Montreal Canadiens                       |
| 1977/1978                                       | Clark Gillies       | New York Islanders                      | Lewoskrzydłowy  | Steve Shutt           | Montreal Canadiens                       |
| 1977/1978                                       | Bryan Trottier      | New York Islanders                      | Center          | Darryl Sittler        | Toronto Maple Leafs                      |
| 1977/1978                                       | Guy Lafleur         | Montreal Canadiens                      | Prawoskrzydłowy | Mike Bossy            | New York Islanders                       |
| 1978/1979                                       | Ken Dryden          | Montreal Canadiens                      | Bramkarz        | Glenn Resch           | New York Islanders                       |
| 1978/1979                                       | Larry Robinson      | Montreal Canadiens                      | Obrońca         | Serge Savard          | Montreal Canadiens                       |
| 1978/1979                                       | Denis Potvin        | New York Islanders                      | Obrońca         | Börje Salming         | Toronto Maple Leafs                      |
| 1978/1979                                       | Clark Gillies       | New York Islanders                      | Lewoskrzydłowy  | Bill Barber           | Philadelphia Flyers                      |
| 1978/1979                                       | Bryan Trottier      | New York Islanders                      | Center          | Marcel Dionne         | Los Angeles Kings                        |
| 1978/1979                                       | Guy Lafleur         | Montreal Canadiens                      | Prawoskrzydłowy | Mike Bossy            | New York Islanders                       |
| 1979/1980                                       | Tony Esposito       | Chicago Blackhawks                      | Bramkarz        | Don Edwards           | Buffalo Sabres                           |
| 1979/1980                                       | Ray Bourque         | Boston Bruins                           | Obrońca         | Jim Schoenfeld        | Buffalo Sabres                           |
| 1979/1980                                       | Larry Robinson      | Montreal Canadiens                      | Obrońca         | Börje Salming         | Toronto Maple Leafs                      |
| 1979/1980                                       | Charlie Simmer      | Los Angeles Kings                       | Lewoskrzydłowy  | Steve Shutt           | Montreal Canadiens                       |
| 1979/1980                                       | Marcel Dionne       | Los Angeles Kings                       | Center          | Wayne Gretzky         | Edmonton Oilers                          |
| 1979/1980                                       | Guy Lafleur         | Montreal Canadiens                      | Prawoskrzydłowy | Danny Gare            | Buffalo Sabres                           |
| 1980/1981                                       | Mike Liut           | St. Louis Blues                         | Bramkarz        | Mario Lessard         | Los Angeles Kings                        |
| 1980/1981                                       | Randy Carlyle       | Pittsburgh Penguins                     | Obrońca         | Ray Bourque           | Boston Bruins                            |
| 1980/1981                                       | Denis Potvin        | New York Islanders                      | Obrońca         | Larry Robinson        | Montreal Canadiens                       |
| 1980/1981                                       | Charlie Simmer      | Los Angeles Kings                       | Lewoskrzydłowy  | Bill Barber           | Philadelphia Flyers                      |
| 1980/1981                                       | Wayne Gretzky       | Edmonton Oilers                         | Center          | Marcel Dionne         | Los Angeles Kings                        |
| 1980/1981                                       | Mike Bossy          | New York Islanders                      | Prawoskrzydłowy | Dave Taylor           | Los Angeles Kings                        |
| 1981/1982                                       | Billy Smith         | New York Islanders                      | Bramkarz        | Grant Fuhr            | Edmonton Oilers                          |
| 1981/1982                                       | Ray Bourque         | Boston Bruins                           | Obrońca         | Brian Engblom         | Montreal Canadiens                       |
| 1981/1982                                       | Doug Wilson         | Chicago Blackhawks                      | Obrońca         | Paul Coffey           | Edmonton Oilers                          |
| 1981/1982                                       | Mark Messier        | Edmonton Oilers                         | Lewoskrzydłowy  | John Tonelli          | New York Islanders                       |
| 1981/1982                                       | Wayne Gretzky       | Edmonton Oilers                         | Center          | Bryan Trottier        | New York Islanders                       |
| 1981/1982                                       | Mike Bossy          | New York Islanders                      | Prawoskrzydłowy | Rick Middleton        | Boston Bruins                            |
| 1982/1983                                       | Pete Peeters        | Boston Bruins                           | Bramkarz        | Roland Melanson       | New York Islanders                       |
| 1982/1983                                       | Rod Langway         | Washington Capitals                     | Obrońca         | Ray Bourque           | Boston Bruins                            |
| 1982/1983                                       | Mark Howe           | Philadelphia Flyers                     | Obrońca         | Paul Coffey           | Edmonton Oilers                          |
| 1982/1983                                       | Mark Messier        | Edmonton Oilers                         | Lewoskrzydłowy  | Michel Goulet         | Quebec Nordiques                         |
| 1982/1983                                       | Wayne Gretzky       | Edmonton Oilers                         | Center          | Denis Savard          | Chicago Blackhawks                       |
| 1982/1983                                       | Mike Bossy          | New York Islanders                      | Prawoskrzydłowy | Lanny McDonald        | Calgary Flames                           |
| 1983/1984                                       | Tom Barrasso        | Buffalo Sabres                          | Bramkarz        | Pat Riggin            | Washington Capitals                      |
| 1983/1984                                       | Ray Bourque         | Boston Bruins                           | Obrońca         | Denis Potvin          | New York Islanders                       |
| 1983/1984                                       | Rod Langway         | Washington Capitals                     | Obrońca         | Paul Coffey           | Edmonton Oilers                          |
| 1983/1984                                       | Michel Goulet       | Quebec Nordiques                        | Lewoskrzydłowy  | Mark Messier          | Edmonton Oilers                          |
| 1983/1984                                       | Wayne Gretzky       | Edmonton Oilers                         | Center          | Bryan Trottier        | New York Islanders                       |
| 1983/1984                                       | Mike Bossy          | New York Islanders                      | Prawoskrzydłowy | Jari Kurri            | Edmonton Oilers                          |
| 1984/1985                                       | Pelle Lindbergh     | Philadelphia Flyers                     | Bramkarz        | Tom Barrasso          | Buffalo Sabres                           |
| 1984/1985                                       | Ray Bourque         | Boston Bruins                           | Obrońca         | Doug Wilson           | Chicago Blackhawks                       |
| 1984/1985                                       | Paul Coffey         | Edmonton Oilers                         | Obrońca         | Rod Langway           | Washington Capitals                      |
| 1984/1985                                       | John Ogrodnick      | Detroit Red Wings                       | Lewoskrzydłowy  | John Tonelli          | New York Islanders                       |
| 1984/1985                                       | Wayne Gretzky       | Edmonton Oilers                         | Center          | Dale Hawerchuk        | Winnipeg Jets                            |
| 1984/1985                                       | Jari Kurri          | Edmonton Oilers                         | Prawoskrzydłowy | Mike Bossy            | New York Islanders                       |
| 1985/1986                                       | John Vanbiesbrouck  | New York Rangers                        | Bramkarz        | Bob Froese            | Philadelphia Flyers                      |
| 1985/1986                                       | Mark Howe           | Philadelphia Flyers                     | Obrońca         | Ray Bourque           | Boston Bruins                            |
| 1985/1986                                       | Paul Coffey         | Edmonton Oilers                         | Obrońca         | Larry Robinson        | Montreal Canadiens                       |
| 1985/1986                                       | Michel Goulet       | Quebec Nordiques                        | Lewoskrzydłowy  | Mats Näslund          | Montreal Canadiens                       |
| 1985/1986                                       | Wayne Gretzky       | Edmonton Oilers                         | Center          | Mario Lemieux         | Pittsburgh Penguins                      |
| 1985/1986                                       | Mike Bossy          | New York Islanders                      | Prawoskrzydłowy | Jari Kurri            | Edmonton Oilers                          |
| 1986/1987                                       | Ron Hextall         | Philadelphia Flyers                     | Bramkarz        | Mike Liut             | Hartford Whalers                         |
| 1986/1987                                       | Mark Howe           | Philadelphia Flyers                     | Obrońca         | Al MacInnis           | Calgary Flames                           |
| 1986/1987                                       | Ray Bourque         | Boston Bruins                           | Obrońca         | Larry Murphy          | Washington Capitals                      |
| 1986/1987                                       | Michel Goulet       | Quebec Nordiques                        | Lewoskrzydłowy  | Luc Robitaille        | Los Angeles Kings                        |
| 1986/1987                                       | Wayne Gretzky       | Edmonton Oilers                         | Center          | Mario Lemieux         | Pittsburgh Penguins                      |
| 1986/1987                                       | Jari Kurri          | Edmonton Oilers                         | Prawoskrzydłowy | Tim Kerr              | Philadelphia Flyers                      |
| 1987/1988                                       | Grant Fuhr          | Edmonton Oilers                         | Bramkarz        | Patrick Roy           | Montreal Canadiens                       |
| 1987/1988                                       | Scott Stevens       | Washington Capitals                     | Obrońca         | Brad McCrimmon        | Calgary Flames                           |
| 1987/1988                                       | Ray Bourque         | Boston Bruins                           | Obrońca         | Gary Suter            | Calgary Flames                           |
| 1987/1988                                       | Luc Robitaille      | Los Angeles Kings                       | Lewoskrzydłowy  | Michel Goulet         | Quebec Nordiques                         |
| 1987/1988                                       | Mario Lemieux       | Pittsburgh Penguins                     | Center          | Wayne Gretzky         | Edmonton Oilers                          |
| 1987/1988                                       | Håkan Loob          | Calgary Flames                          | Prawoskrzydłowy | Cam Neely             | Boston Bruins                            |
| 1988/1989                                       | Patrick Roy         | Montreal Canadiens                      | Bramkarz        | Mike Vernon           | Calgary Flames                           |
| 1988/1989                                       | Paul Coffey         | Pittsburgh Penguins                     | Obrońca         | Ray Bourque           | Boston Bruins                            |
| 1988/1989                                       | Chris Chelios       | Montreal Canadiens                      | Obrońca         | Al MacInnis           | Calgary Flames                           |
| 1988/1989                                       | Luc Robitaille      | Los Angeles Kings                       | Lewoskrzydłowy  | Gerard Gallant        | Detroit Red Wings                        |
| 1988/1989                                       | Mario Lemieux       | Pittsburgh Penguins                     | Center          | Wayne Gretzky         | Los Angeles Kings                        |
| 1988/1989                                       | Joe Mullen          | Calgary Flames                          | Prawoskrzydłowy | Jari Kurri            | Edmonton Oilers                          |
| 1989/1990                                       | Patrick Roy         | Montreal Canadiens                      | Bramkarz        | Daren Puppa           | Buffalo Sabres                           |
| 1989/1990                                       | Al MacInnis         | Calgary Flames                          | Obrońca         | Doug Wilson           | Chicago Blackhawks                       |
| 1989/1990                                       | Ray Bourque         | Boston Bruins                           | Obrońca         | Paul Coffey           | Pittsburgh Penguins                      |
| 1989/1990                                       | Luc Robitaille      | Los Angeles Kings                       | Lewoskrzydłowy  | Brian Bellows         | Minnesota North Stars                    |
| 1989/1990                                       | Mark Messier        | Edmonton Oilers                         | Center          | Wayne Gretzky         | Los Angeles Kings                        |
| 1989/1990                                       | Brett Hull          | St. Louis Blues                         | Prawoskrzydłowy | Cam Neely             | Boston Bruins                            |
| 1990/1991                                       | Ed Belfour          | Chicago Blackhawks                      | Bramkarz        | Patrick Roy           | Montreal Canadiens                       |
| 1990/1991                                       | Al MacInnis         | Calgary Flames                          | Obrońca         | Brian Leetch          | New York Rangers                         |
| 1990/1991                                       | Ray Bourque         | Boston Bruins                           | Obrońca         | Chris Chelios         | Chicago Blackhawks                       |
| 1990/1991                                       | Luc Robitaille      | Los Angeles Kings                       | Lewoskrzydłowy  | Kevin Stevens         | Pittsburgh Penguins                      |
| 1990/1991                                       | Wayne Gretzky       | Los Angeles Kings                       | Center          | Adam Oates            | St. Louis Blues                          |
| 1990/1991                                       | Brett Hull          | St. Louis Blues                         | Prawoskrzydłowy | Cam Neely             | Boston Bruins                            |
| 1991/1992                                       | Patrick Roy         | Montreal Canadiens                      | Bramkarz        | Kirk McLean           | Vancouver Canucks                        |
| 1991/1992                                       | Ray Bourque         | Boston Bruins                           | Obrońca         | Scott Stevens         | New Jersey Devils                        |
| 1991/1992                                       | Brian Leetch        | New York Rangers                        | Obrońca         | Phil Housley          | Winnipeg Jets                            |
| 1991/1992                                       | Kevin Stevens       | Pittsburgh Penguins                     | Lewoskrzydłowy  | Luc Robitaille        | Los Angeles Kings                        |
| 1991/1992                                       | Mark Messier        | New York Rangers                        | Center          | Mario Lemieux         | Pittsburgh Penguins                      |
| 1991/1992                                       | Brett Hull          | St. Louis Blues                         | Prawoskrzydłowy | Mark Recchi           | Pittsburgh Penguins/ Philadelphia Flyers |
| 1992/1993                                       | Ed Belfour          | Chicago Blackhawks                      | Bramkarz        | Tom Barrasso          | Pittsburgh Penguins                      |
| 1992/1993                                       | Ray Bourque         | Boston Bruins                           | Obrońca         | Al Iafrate            | Washington Capitals                      |
| 1992/1993                                       | Chris Chelios       | Chicago Blackhawks                      | Obrońca         | Larry Murphy          | Pittsburgh Penguins                      |
| 1992/1993                                       | Luc Robitaille      | Los Angeles Kings                       | Lewoskrzydłowy  | Kevin Stevens         | Pittsburgh Penguins                      |
| 1992/1993                                       | Mario Lemieux       | Pittsburgh Penguins                     | Center          | Pat LaFontaine        | Buffalo Sabres                           |
| 1992/1993                                       | Teemu Selänne       | Winnipeg Jets                           | Prawoskrzydłowy | Aleksandr Mogilny     | Buffalo Sabres                           |
| 1993/1994                                       | Dominik Hašek       | Buffalo Sabres                          | Bramkarz        | John Vanbiesbrouck    | Florida Panthers                         |
| 1993/1994                                       | Scott Stevens       | New Jersey Devils                       | Obrońca         | Brian Leetch          | New York Rangers                         |
| 1993/1994                                       | Ray Bourque         | Boston Bruins                           | Obrońca         | Al MacInnis           | Calgary Flames                           |
| 1993/1994                                       | Brendan Shanahan    | St. Louis Blues                         | Lewoskrzydłowy  | Adam Graves           | New York Rangers                         |
| 1993/1994                                       | Siergiej Fiodorow   | Detroit Red Wings                       | Center          | Wayne Gretzky         | Los Angeles Kings                        |
| 1993/1994                                       | Pawieł Bure         | Vancouver Canucks                       | Prawoskrzydłowy | Cam Neely             | Boston Bruins                            |
| 1994/1995                                       | Dominik Hašek       | Buffalo Sabres                          | Bramkarz        | Ed Belfour            | Chicago Blackhawks                       |
| 1994/1995                                       | Chris Chelios       | Chicago Blackhawks                      | Obrońca         | Larry Murphy          | Pittsburgh Penguins                      |
| 1994/1995                                       | Paul Coffey         | Detroit Red Wings                       | Obrońca         | Ray Bourque           | Boston Bruins                            |
| 1994/1995                                       | John LeClair        | Montreal Canadiens/ Philadelphia Flyers | Lewoskrzydłowy  | Keith Tkachuk         | Winnipeg Jets                            |
| 1994/1995                                       | Eric Lindros        | Philadelphia Flyers                     | Center          | Aleksiej Żamnow       | Winnipeg Jets                            |
| 1994/1995                                       | Jaromír Jágr        | Pittsburgh Penguins                     | Prawoskrzydłowy | Theoren Fleury        | Calgary Flames                           |
| 1995/1996                                       | Jim Carey           | Washington Capitals                     | Bramkarz        | Chris Osgood          | Detroit Red Wings                        |
| 1995/1996                                       | Ray Bourque         | Boston Bruins                           | Obrońca         | Władimir Konstantinow | Detroit Red Wings                        |
| 1995/1996                                       | Chris Chelios       | Chicago Blackhawks                      | Obrońca         | Brian Leetch          | New York Rangers                         |
| 1995/1996                                       | Paul Kariya         | Mighty Ducks of Anaheim                 | Lewoskrzydłowy  | John LeClair          | Philadelphia Flyers                      |
| 1995/1996                                       | Mario Lemieux       | Pittsburgh Penguins                     | Center          | Eric Lindros          | Philadelphia Flyers                      |
| 1995/1996                                       | Jaromír Jágr        | Pittsburgh Penguins                     | Prawoskrzydłowy | Aleksandr Mogilny     | Vancouver Canucks                        |
| 1996/1997                                       | Dominik Hašek       | Buffalo Sabres                          | Bramkarz        | Martin Brodeur        | New Jersey Devils                        |
| 1996/1997                                       | Sandis Ozoliņš      | Colorado Avalanche                      | Obrońca         | Scott Stevens         | New Jersey Devils                        |
| 1996/1997                                       | Brian Leetch        | New York Rangers                        | Obrońca         | Chris Chelios         | Chicago Blackhawks                       |
| 1996/1997                                       | Paul Kariya         | Mighty Ducks of Anaheim                 | Lewoskrzydłowy  | John LeClair          | Philadelphia Flyers                      |
| 1996/1997                                       | Mario Lemieux       | Pittsburgh Penguins                     | Center          | Wayne Gretzky         | New York Rangers                         |
| 1996/1997                                       | Teemu Selänne       | Mighty Ducks of Anaheim                 | Prawoskrzydłowy | Jaromír Jágr          | Pittsburgh Penguins                      |
| 1997/1998                                       | Dominik Hašek       | Buffalo Sabres                          | Bramkarz        | Martin Brodeur        | New Jersey Devils                        |
| 1997/1998                                       | Rob Blake           | Los Angeles Kings                       | Obrońca         | Scott Niedermayer     | New Jersey Devils                        |
| 1997/1998                                       | Nicklas Lidström    | Detroit Red Wings                       | Obrońca         | Chris Pronger         | St. Louis Blues                          |
| 1997/1998                                       | John LeClair        | Philadelphia Flyers                     | Lewoskrzydłowy  | Keith Tkachuk         | Phoenix Coyotes                          |
| 1997/1998                                       | Peter Forsberg      | Colorado Avalanche                      | Center          | Wayne Gretzky         | New York Rangers                         |
| 1997/1998                                       | Jaromír Jágr        | Pittsburgh Penguins                     | Prawoskrzydłowy | Teemu Selänne         | Mighty Ducks of Anaheim                  |
| 1998/1999                                       | Dominik Hašek       | Buffalo Sabres                          | Bramkarz        | Byron Dafoe           | Boston Bruins                            |
| 1998/1999                                       | Nicklas Lidström    | Detroit Red Wings                       | Obrońca         | Éric Desjardins       | Philadelphia Flyers                      |
| 1998/1999                                       | Al MacInnis         | St. Louis Blues                         | Obrońca         | Ray Bourque           | Boston Bruins                            |
| 1998/1999                                       | Jaromír Jágr        | Pittsburgh Penguins                     | Prawoskrzydłowy | Teemu Selänne         | Mighty Ducks of Anaheim                  |
| 1998/1999                                       | Peter Forsberg      | Colorado Avalanche                      | Center          | Aleksiej Jaszyn       | Ottawa Senators                          |
| 1998/1999                                       | Paul Kariya         | Mighty Ducks of Anaheim                 | Lewoskrzydłowy  | John LeClair          | Philadelphia Flyers                      |
| 1999/2000                                       | Olaf Kölzig         | Washington Capitals                     | Bramkarz        | Roman Turek           | St. Louis Blues                          |
| 1999/2000                                       | Nicklas Lidström    | Detroit Red Wings                       | Obrońca         | Éric Desjardins       | Philadelphia Flyers                      |
| 1999/2000                                       | Chris Pronger       | St. Louis Blues                         | Obrońca         | Rob Blake             | Los Angeles Kings                        |
| 1999/2000                                       | Brendan Shanahan    | Detroit Red Wings                       | Lewoskrzydłowy  | Paul Kariya           | Mighty Ducks of Anaheim                  |
| 1999/2000                                       | Steve Yzerman       | Detroit Red Wings                       | Center          | Mike Modano           | Dallas Stars                             |
| 1999/2000                                       | Jaromír Jágr        | Pittsburgh Penguins                     | Prawoskrzydłowy | Pawieł Bure           | Florida Panthers                         |
| 2000/2001                                       | Dominik Hašek       | Buffalo Sabres                          | Bramkarz        | Roman Čechmánek       | Philadelphia Flyers                      |
| 2000/2001                                       | Ray Bourque         | Colorado Avalanche                      | Obrońca         | Scott Stevens         | New Jersey Devils                        |
| 2000/2001                                       | Nicklas Lidström    | Detroit Red Wings                       | Obrońca         | Rob Blake             | Los Angeles Kings/ Colorado Avalanche    |
| 2000/2001                                       | Patrik Eliáš        | New Jersey Devils                       | Lewoskrzydłowy  | Luc Robitaille        | Los Angeles Kings                        |
| 2000/2001                                       | Joe Sakic           | Colorado Avalanche                      | Center          | Mario Lemieux         | Pittsburgh Penguins                      |
| 2000/2001                                       | Jaromír Jágr        | Pittsburgh Penguins                     | Prawoskrzydłowy | Pawieł Bure           | Florida Panthers                         |
| 2001/2002                                       | Patrick Roy         | Colorado Avalanche                      | Bramkarz        | José Théodore         | Montreal Canadiens                       |
| 2001/2002                                       | Chris Chelios       | Detroit Red Wings                       | Obrońca         | Siergiej Gonczar      | Washington Capitals                      |
| 2001/2002                                       | Nicklas Lidström    | Detroit Red Wings                       | Obrońca         | Rob Blake             | Colorado Avalanche                       |
| 2001/2002                                       | Markus Näslund      | Vancouver Canucks                       | Lewoskrzydłowy  | Brendan Shanahan      | Detroit Red Wings                        |
| 2001/2002                                       | Joe Sakic           | Colorado Avalanche                      | Center          | Mats Sundin           | Toronto Maple Leafs                      |
| 2001/2002                                       | Jarome Iginla       | Calgary Flames                          | Prawoskrzydłowy | Bill Guerin           | Boston Bruins                            |
| 2002/2003                                       | Martin Brodeur      | New Jersey Devils                       | Bramkarz        | Marty Turco           | Dallas Stars                             |
| 2002/2003                                       | Al MacInnis         | St. Louis Blues                         | Obrońca         | Derian Hatcher        | Dallas Stars                             |
| 2002/2003                                       | Nicklas Lidström    | Detroit Red Wings                       | Obrońca         | Siergiej Gonczar      | Washington Capitals                      |
| 2002/2003                                       | Markus Näslund      | Vancouver Canucks                       | Lewoskrzydłowy  | Paul Kariya           | Mighty Ducks of Anaheim                  |
| 2002/2003                                       | Peter Forsberg      | Colorado Avalanche                      | Center          | Joe Thornton          | Boston Bruins                            |
| 2002/2003                                       | Todd Bertuzzi       | Vancouver Canucks                       | Prawoskrzydłowy | Milan Hejduk          | Colorado Avalanche                       |
| 2003/2004                                       | Martin Brodeur      | New Jersey Devils                       | Bramkarz        | Roberto Luongo        | Florida Panthers                         |
| 2003/2004                                       | Zdeno Chára         | Ottawa Senators                         | Obrońca         | Bryan McCabe          | Toronto Maple Leafs                      |
| 2003/2004                                       | Scott Niedermayer   | New Jersey Devils                       | Obrońca         | Chris Pronger         | St. Louis Blues                          |
| 2003/2004                                       | Markus Näslund      | Vancouver Canucks                       | Lewoskrzydłowy  | Ilja Kowalczuk        | Atlanta Thrashers                        |
| 2003/2004                                       | Joe Sakic           | Colorado Avalanche                      | Center          | Mats Sundin           | Toronto Maple Leafs                      |
| 2003/2004                                       | Martin St. Louis    | Tampa Bay Lightning                     | Prawoskrzydłowy | Jarome Iginla         | Calgary Flames                           |
| Sezon 2004/2005 nie odbył się z powodu lokautu. |                     |                                         |                 |                       |                                          |
| 2005/2006                                       | Miikka Kiprusoff    | Calgary Flames                          | Bramkarz        | Martin Brodeur        | New Jersey Devils                        |
| 2005/2006                                       | Scott Niedermayer   | Mighty Ducks of Anaheim                 | Obrońca         | Zdeno Chára           | Ottawa Senators                          |
| 2005/2006                                       | Nicklas Lidström    | Detroit Red Wings                       | Obrońca         | Siergiej Zubow        | Dallas Stars                             |
| 2005/2006                                       | Aleksandr Owieczkin | Washington Capitals                     | Lewoskrzydłowy  | Dany Heatley          | Ottawa Senators                          |
| 2005/2006                                       | Joe Thornton        | Boston Bruins/ San Jose Sharks          | Center          | Eric Staal            | Carolina Hurricanes                      |
| 2005/2006                                       | Jaromír Jágr        | New York Rangers                        | Prawoskrzydłowy | Daniel Alfredsson     | Ottawa Senators                          |
| 2006/2007                                       | Martin Brodeur      | New Jersey Devils                       | Bramkarz        | Roberto Luongo        | Vancouver Canucks                        |
| 2006/2007                                       | Scott Niedermayer   | Anaheim Ducks                           | Obrońca         | Dan Boyle             | Tampa Bay Lightning                      |
| 2006/2007                                       | Nicklas Lidström    | Detroit Red Wings                       | Obrońca         | Chris Pronger         | Anaheim Ducks                            |
| 2006/2007                                       | Aleksandr Owieczkin | Washington Capitals                     | Lewoskrzydłowy  | Thomas Vanek          | Buffalo Sabres                           |
| 2006/2007                                       | Sidney Crosby       | Pittsburgh Penguins                     | Center          | Vincent Lecavalier    | Tampa Bay Lightning                      |
| 2006/2007                                       | Dany Heatley        | Ottawa Senators                         | Prawoskrzydłowy | Martin St. Louis      | Tampa Bay Lightning                      |
| 2007/2008                                       | Jewgienij Nabokow   | San Jose Sharks                         | Bramkarz        | Martin Brodeur        | New Jersey Devils                        |
| 2007/2008                                       | Dion Phaneuf        | Calgary Flames                          | Obrońca         | Brian Campbell        | Buffalo Sabres/ San Jose Sharks          |
| 2007/2008                                       | Nicklas Lidström    | Detroit Red Wings                       | Obrońca         | Zdeno Chára           | Boston Bruins                            |
| 2007/2008                                       | Aleksandr Owieczkin | Washington Capitals                     | Lewoskrzydłowy  | Henrik Zetterberg     | Detroit Red Wings                        |
| 2007/2008                                       | Jewgienij Małkin    | Pittsburgh Penguins                     | Center          | Joe Thornton          | San Jose Sharks                          |
| 2007/2008                                       | Jarome Iginla       | Calgary Flames                          | Prawoskrzydłowy | Aleksiej Kowalow      | Montreal Canadiens                       |
| 2008/2009                                       | Tim Thomas          | Boston Bruins                           | Bramkarz        | Steve Mason           | Columbus Blue Jackets                    |
| 2008/2009                                       | Zdeno Chára         | Boston Bruins                           | Obrońca         | Dan Boyle             | San Jose Sharks                          |
| 2008/2009                                       | Mike Green          | Washington Capitals                     | Obrońca         | Nicklas Lidström      | Detroit Red Wings                        |
| 2008/2009                                       | Aleksandr Owieczkin | Washington Capitals                     | Lewoskrzydłowy  | Zach Parise           | New Jersey Devils                        |
| 2008/2009                                       | Jewgienij Małkin    | Pittsburgh Penguins                     | Center          | Pawieł Daciuk         | Detroit Red Wings                        |
| 2008/2009                                       | Jarome Iginla       | Calgary Flames                          | Prawoskrzydłowy | Marián Hossa          | Detroit Red Wings                        |
| 2009/2010                                       | Ryan Miller         | Buffalo Sabres                          | Bramkarz        | Ilja Bryzgałow        | Phoenix Coyotes                          |
| 2009/2010                                       | Mike Green          | Washington Capitals                     | Obrońca         | Nicklas Lidström      | Detroit Red Wings                        |
| 2009/2010                                       | Duncan Keith        | Chicago Blackhawks                      | Obrońca         | Drew Doughty          | Los Angeles Kings                        |
| 2009/2010                                       | Aleksandr Owieczkin | Washington Capitals                     | Lewoskrzydłowy  | Daniel Sedin          | Vancouver Canucks                        |
| 2009/2010                                       | Henrik Sedin        | Vancouver Canucks                       | Center          | Sidney Crosby         | Pittsburgh Penguins                      |
| 2009/2010                                       | Patrick Kane        | Chicago Blackhawks                      | Prawoskrzydłowy | Martin St. Louis      | Tampa Bay Lightning                      |
| 2010/2011                                       | Tim Thomas          | Boston Bruins                           | Bramkarz        | Pekka Rinne           | Nashville Predators                      |
| 2010/2011                                       | Shea Weber          | Nashville Predators                     | Obrońca         | Ľubomír Višňovský     | Anaheim Ducks                            |
| 2010/2011                                       | Nicklas Lidström    | Detroit Red Wings                       | Obrońca         | Zdeno Chára           | Boston Bruins                            |
| 2010/2011                                       | Daniel Sedin        | Vancouver Canucks                       | Lewoskrzydłowy  | Aleksandr Owieczkin   | Washington Capitals                      |
| 2010/2011                                       | Henrik Sedin        | Vancouver Canucks                       | Center          | Steven Stamkos        | Tampa Bay Lightning                      |
| 2010/2011                                       | Corey Perry         | Anaheim Ducks                           | Prawoskrzydłowy | Martin St. Louis      | Tampa Bay Lightning                      |
| 2011/2012                                       | Henrik Lundqvist    | New York Rangers                        | Bramkarz        | Jonathan Quick        | Los Angeles Kings                        |
| 2011/2012                                       | Shea Weber          | Nashville Predators                     | Obrońca         | Alex Pietrangelo      | St. Louis Blues                          |
| 2011/2012                                       | Erik Karlsson       | Ottawa Senators                         | Obrońca         | Zdeno Chára           | Boston Bruins                            |
| 2011/2012                                       | Ilja Kowalczuk      | New Jersey Devils                       | Lewoskrzydłowy  | Ray Whitney           | Phoenix Coyotes                          |
| 2011/2012                                       | Jewgienij Małkin    | Pittsburgh Penguins                     | Center          | Steven Stamkos        | Tampa Bay Lightning                      |
| 2011/2012                                       | James Neal          | Pittsburgh Penguins                     | Prawoskrzydłowy | Marián Gáborík        | New York Rangers                         |
| 2012/2013                                       | Siergiej Bobrowski  | Columbus Blue Jackets                   | Bramkarz        | Henrik Lundqvist      | New York Rangers                         |
| 2012/2013                                       | Ryan Suter          | Minnesota Wild                          | Obrońca         | François Beauchemin   | Anaheim Ducks                            |
| 2012/2013                                       | P.K. Subban         | Montreal Canadiens                      | Obrońca         | Kris Letang           | Pittsburgh Penguins                      |
| 2012/2013                                       | Chris Kunitz        | Pittsburgh Penguins                     | Lewoskrzydłowy  | Aleksandr Owieczkin   | Washington Capitals                      |
| 2012/2013                                       | Sidney Crosby       | Pittsburgh Penguins                     | Center          | Jonathan Toews        | Chicago Blackhawks                       |
| 2012/2013                                       | Aleksandr Owieczkin | Washington Capitals                     | Prawoskrzydłowy | Martin St. Louis      | Tampa Bay Lightning                      |
| 2013/2014                                       | Tuukka Rask         | Boston Bruins                           | Bramkarz        | Siemion Warłamow      | Colorado Avalanche                       |
| 2013/2014                                       | Zdeno Chára         | Boston Bruins                           | Obrońca         | Alex Pietrangelo      | St. Louis Blues                          |
| 2013/2014                                       | Duncan Keith        | Chicago Blackhawks                      | Obrońca         | Shea Weber            | Nashville Predators                      |
| 2013/2014                                       | Jamie Benn          | Dallas Stars                            | Lewoskrzydłowy  | Joe Pavelski          | San Jose Sharks                          |
| 2013/2014                                       | Sidney Crosby       | Pittsburgh Penguins                     | Center          | Ryan Getzlaf          | Anaheim Ducks                            |
| 2013/2014                                       | Corey Perry         | Anaheim Ducks                           | Prawoskrzydłowy | Aleksandr Owieczkin   | Washington Capitals                      |
| 2014/2015                                       | Carey Price         | Montreal Canadiens                      | Bramkarz        | Devan Dubnyk          | Arizona Coyotes/ Minnesota Wild          |
| 2014/2015                                       | P.K. Subban         | Montreal Canadiens                      | Obrońca         | Shea Weber            | Nashville Predators                      |
| 2014/2015                                       | Erik Karlsson       | Ottawa Senators                         | Obrońca         | Drew Doughty          | Los Angeles Kings                        |
| 2014/2015                                       | Aleksandr Owieczkin | Washington Capitals                     | Lewoskrzydłowy  | Jamie Benn            | Dallas Stars                             |
| 2014/2015                                       | John Tavares        | New York Islanders                      | Center          | Sidney Crosby         | Pittsburgh Penguins                      |
| 2014/2015                                       | Jakub Voráček       | Philadelphia Flyers                     | Prawoskrzydłowy | Władimir Tarasienko   | St. Louis Blues                          |
| 2015/2016                                       | Braden Holtby       | Washington Capitals                     | Bramkarz        | Ben Bishop            | Tampa Bay Lightning                      |
| 2015/2016                                       | Erik Karlsson       | Ottawa Senators                         | Obrońca         | Kris Letang           | Pittsburgh Penguins                      |
| 2015/2016                                       | Drew Doughty        | Los Angeles Kings                       | Obrońca         | Brent Burns           | San Jose Sharks                          |
| 2015/2016                                       | Jamie Benn          | Dallas Stars                            | Lewoskrzydłowy  | Aleksandr Owieczkin   | Washington Capitals                      |
| 2015/2016                                       | Sidney Crosby       | Pittsburgh Penguins                     | Center          | Joe Thornton          | San Jose Sharks                          |
| 2015/2016                                       | Patrick Kane        | Chicago Blackhawks                      | Prawoskrzydłowy | Władimir Tarasienko   | St. Louis Blues                          |
| 2016/2017                                       | Siergiej Bobrowski  | Columbus Blue Jackets                   | Bramkarz        | Braden Holtby         | Washington Capitals                      |
| 2016/2017                                       | Erik Karlsson       | Ottawa Senators                         | Obrońca         | Duncan Keith          | Chicago Blackhawks                       |
| 2016/2017                                       | Brent Burns         | San Jose Sharks                         | Obrońca         | Victor Hedman         | Tampa Bay Lightning                      |
| 2016/2017                                       | Brad Marchand       | Boston Bruins                           | Lewoskrzydłowy  | Artiemij Panarin      | Chicago Blackhawks                       |
| 2016/2017                                       | Connor McDavid      | Edmonton Oilers                         | Center          | Sidney Crosby         | Pittsburgh Penguins                      |
| 2016/2017                                       | Patrick Kane        | Chicago Blackhawks                      | Prawoskrzydłowy | Nikita Kuczerow       | Tampa Bay Lightning                      |
| 2017/2018                                       | Pekka Rinne         | Nashville Predators                     | Bramkarz        | Connor Hellebuyck     | Winnipeg Jets                            |
| 2017/2018                                       | Drew Doughty        | Los Angeles Kings                       | Obrońca         | Seth Jones            | Columbus Blue Jackets                    |
| 2017/2018                                       | Victor Hedman       | Tampa Bay Lightning                     | Obrońca         | P.K. Subban           | Nashville Predators                      |
| 2017/2018                                       | Taylor Hall         | New Jersey Devils                       | Lewoskrzydłowy  | Claude Giroux         | Philadelphia Flyers                      |
| 2017/2018                                       | Connor McDavid      | Edmonton Oilers                         | Center          | Nathan MacKinnon      | Colorado Avalanche                       |
| 2017/2018                                       | Nikita Kuczerow     | Tampa Bay Lightning                     | Prawoskrzydłowy | Blake Wheeler         | Winnipeg Jets                            |
| 2018/2019                                       | Andriej Wasilewski  | Tampa Bay Lightning                     | Bramkarz        | kx Ben Bishop         | Dallas Stars                             |
| 2018/2019                                       | Brent Burns         | San Jose Sharks                         | Obrońca         | Victor Hedman         | Tampa Bay Lightning                      |
| 2018/2019                                       | Mark Giordano       | Calgary Flames                          | Obrońca         | John Carlson          | Washington Capitals                      |
| 2018/2019                                       | Aleksandr Owieczkin | Washington Capitals                     | Lewoskrzydłowy  | Brad Marchand         | Boston Bruins                            |
| 2018/2019                                       | Connor McDavid      | Edmonton Oilers                         | Center          | Sidney Crosby         | Pittsburgh Penguins                      |
| 2018/2019                                       | Nikita Kuczerow     | Tampa Bay Lightning                     | Prawoskrzydłowy | Patrick Kane          | Chicago Blackhawks                       |
| 2019/2020                                       | Connor Hellebuyck   | Winnipeg Jets                           | Bramkarz        | Tuukka Rask           | Boston Bruins                            |
| 2019/2020                                       | John Carlson        | Washington Capitals                     | Obrońca         | Alex Pietrangelo      | St. Louis Blues                          |
| 2019/2020                                       | Roman Josi          | Nashville Predators                     | Obrońca         | Victor Hedman         | Tampa Bay Lightning                      |
| 2019/2020                                       | Artiemij Panarin    | New York Rangers                        | Lewoskrzydłowy  | Brad Marchand         | Boston Bruins                            |
| 2019/2020                                       | Leon Draisaitl      | Edmonton Oilers                         | Center          | Nathan MacKinnon      | Colorado Avalanche                       |
| 2019/2020                                       | David Pastrňák      | Boston Bruins                           | Prawoskrzydłowy | Nikita Kuczerow       | Tampa Bay Lightning                      |
| 2020/2021                                       | Andriej Wasilewski  | Tampa Bay Lightning                     | Bramkarz        | Marc-André Fleury     | Vegas Golden Knights                     |
| 2020/2021                                       | Cale Makar          | Colorado Avalanche                      | Obrońca         | Dougie Hamilton       | Carolina Hurricanes                      |
| 2020/2021                                       | Adam Fox            | New York Rangers                        | Obrońca         | Victor Hedman         | Tampa Bay Lightning                      |
| 2020/2021                                       | Brad Marchand       | Boston Bruins                           | Lewoskrzydłowy  | Jonathan Huberdeau    | Florida Panthers                         |
| 2020/2021                                       | Connor McDavid      | Edmonton Oilers                         | Center          | Auston Matthews       | Toronto Maple Leafs                      |
| 2020/2021                                       | Mitchell Marner     | Toronto Maple Leafs                     | Prawoskrzydłowy | Mikko Rantanen        | Colorado Avalanche                       |
| 2021/2022                                       | Igor Szestiorkin    | New York Rangers                        | Bramkarz        | Jacob Markström       | Calgary Flames                           |
| 2021/2022                                       | Roman Josi          | Nashville Predators                     | Obrońca         | Charlie McAvoy        | Boston Bruins                            |
| 2021/2022                                       | Cale Makar          | Colorado Avalanche                      | Obrońca         | Victor Hedman         | Tampa Bay Lightning                      |
| 2021/2022                                       | Johnny Gaudreau     | Calgary Flames                          | Lewoskrzydłowy  | Jonathan Huberdeau    | Florida Panthers                         |
| 2021/2022                                       | Auston Matthews     | Toronto Maple Leafs                     | Center          | Connor McDavid        | Edmonton Oilers                          |
| 2021/2022                                       | Mitchell Marner     | Toronto Maple Leafs                     | Prawoskrzydłowy | Matthew Tkachuk       | Calgary Flames                           |

| Legenda | Legenda                |
| ------- | ---------------------- |
|         | Zdobywca Trofeum Harta |

## Klasyfikacje

### Zawodnicy

#### Indywidualna
| Lp. | Zawodnik            | Pierwsza drużyna | Druga drużyna | Razem | MVP | Sezony |
| --- | ------------------- | ---------------- | ------------- | ----- | --- | ------ |
| 1.  | Gordie Howe         | 12               | 9             | 21    | 6   | 26     |
| 2.  | Ray Bourque         | 13               | 6             | 19    | 0   | 22     |
| 3.  | Wayne Gretzky       | 8                | 7             | 15    | 9   | 20     |
| 4.  | Maurice Richard     | 8                | 6             | 14    | 1   | 18     |
| 5.  | Bobby Hull          | 10               | 2             | 12    | 2   | 16     |
| 5.  | Nicklas Lidström    | 10               | 2             | 12    | 0   | 20     |
| 5.  | Aleksandr Owieczkin | 8                | 4             | 12    | 3   | 17     |
| 8.  | Doug Harvey         | 10               | 1             | 11    | 0   | 20     |
| 8.  | Glenn Hall          | 7                | 4             | 11    | 0   | 18     |
| 10. | Jean Béliveau       | 6                | 4             | 10    | 2   | 20     |
| 10. | Earl Seibert        | 4                | 6             | 10    | 0   | 15     |
| 12. | Bobby Orr           | 8                | 1             | 9     | 3   | 12     |
| 12. | Ted Lindsay         | 8                | 1             | 9     | 0   | 17     |
| 12. | Mario Lemieux       | 5                | 4             | 9     | 3   | 17     |
| 12. | Frank Mahovlich     | 3                | 6             | 9     | 0   | 18     |
| 16. | Eddie Shore         | 7                | 1             | 8     | 4   | 14     |
| 16. | Jaromír Jágr        | 7                | 1             | 8     | 1   | 24     |
| 16. | Phil Esposito       | 6                | 2             | 8     | 2   | 18     |
| 16. | Red Kelly           | 6                | 2             | 8     | 0   | 20     |
| 16. | Stan Mikita         | 6                | 2             | 8     | 2   | 22     |
| 16. | Mike Bossy          | 5                | 3             | 8     | 0   | 10     |
| 16. | Pierre Pilote       | 5                | 3             | 8     | 0   | 14     |
| 16. | Luc Robitaille      | 5                | 3             | 8     | 0   | 19     |
| 16. | Sidney Crosby       | 4                | 4             | 8     | 2   | 17     |
| 16. | Paul Coffey         | 4                | 4             | 8     | 0   | 21     |
| 16. | Frank Brimsek       | 2                | 6             | 8     | 0   | 10     |

| Legenda | Legenda                   |
| ------- | ------------------------- |
|         | Gra obecnie w lidze NHL   |
|         | Gra obecnie poza ligą NHL |

#### Według klubów
| Lp. | Klub                                  | Pierwsza drużyna | Druga drużyna | Razem |
| --- | ------------------------------------- | ---------------- | ------------- | ----- |
| 1.  | Montreal Canadiens                    | 86               | 71            | 157   |
| 2.  | Boston Bruins                         | 66               | 60            | 126   |
| 3.  | Detroit Red Wings                     | 65               | 47            | 112   |
| 4.  | Chicago Blackhawks                    | 58               | 51            | 109   |
| 5.  | Toronto Maple Leafs                   | 36               | 50            | 86    |
| 6.  | New York Rangers                      | 35               | 49            | 84    |
| 7.  | Pittsburgh Penguins                   | 23               | 18            | 41    |
| 8.  | Edmonton Oilers                       | 20               | 11            | 31    |
| 8.  | Philadelphia Flyers                   | 14               | 17            | 31    |
| 10. | Los Angeles Kings                     | 13               | 17            | 30    |
| 11. | Washington Capitals                   | 17               | 12            | 29    |
| 12. | New York Islanders                    | 16               | 12            | 28    |
| 13. | Buffalo Sabres                        | 10               | 15            | 25    |
| 14. | Calgary Flames                        | 11               | 11            | 22    |
| 14. | Tampa Bay Lightning                   | 6                | 16            | 22    |
| 16. | Colorado Avalanche                    | 11               | 7             | 18    |
| 16. | St. Louis Blues                       | 9                | 9             | 18    |
| 18. | New Jersey Devils                     | 8                | 9             | 17    |
| 19. | Anaheim Ducks/Mighty Ducks of Anaheim | 8                | 8             | 16    |
| 20. | Vancouver Canucks                     | 8                | 4             | 12    |
| 21. | Ottawa Senators                       | 6                | 4             | 10    |
| 21. | San Jose Sharks                       | 4                | 6             | 10    |
| 23. | Nashville Predators                   | 5                | 4             | 9     |
| 24. | Dallas Stars                          | 2                | 6             | 8     |
| 24. | New York Americans/Brooklyn Americans | 2                | 6             | 8     |
| 24. | Winnipeg Jets                         | 2                | 6             | 8     |
| 27. | Montreal Maroons                      | 3                | 4             | 7     |
| 28. | Florida Panthers                      | 0                | 6             | 6     |
| 29. | Quebec Nordiques                      | 3                | 2             | 5     |
| 30. | Columbus Blue Jackets                 | 2                | 2             | 4     |
| 30. | Arizona Coyotes/Phoenix Coyotes       | 0                | 4             | 4     |
| 32. | Minnesota Wild                        | 1                | 1             | 2     |
| 32. | Carolina Hurricanes                   | 0                | 2             | 2     |
| 34. | Atlanta Thrashers                     | 0                | 1             | 1     |
| 34. | Hartford Whalers                      | 0                | 1             | 1     |
| 34. | Minnesota North Stars                 | 0                | 1             | 1     |
| 34. | Vegas Golden Knights                  | 0                | 1             | 1     |

#### Według narodowości
| Lp. | Klub              | Pierwsza drużyna | Druga drużyna | Razem |
| --- | ----------------- | ---------------- | ------------- | ----- |
| 1.  | Kanada            | 439              | 444           | 883   |
| 2.  | Stany Zjednoczone | 45               | 50            | 95    |
| 3.  | Rosja             | 23               | 24            | 47    |
| 4.  | Szwecja           | 24               | 20            | 44    |
| 5.  | Czechy            | 19               | 8             | 27    |
| 6.  | Finlandia         | 7                | 8             | 15    |
| 7.  | Słowacja          | 0                | 3             | 3     |
| 8.  | Niemcy            | 2                | 0             | 2     |
| 9.  | Łotwa             | 1                | 0             | 1     |
| 9.  | Szwajcaria        | 1                | 0             | 1     |
| 9.  | Austria           | 0                | 1             | 1     |

### Trenerzy

#### Indywidualna
| Lp. | Zawodnik         | Pierwsza drużyna | Druga drużyna | Razem |
| --- | ---------------- | ---------------- | ------------- | ----- |
| 1.  | Dick Irvin       | 3                | 6             | 9     |
| 2.  | Lester Patrick   | 7                | 0             | 7     |
| 3.  | Jack Adams       | 2                | 1             | 3     |
| 3.  | Art Ross         | 1                | 2             | 3     |
| 5.  | Frank Boucher    | 1                | 1             | 2     |
| 5.  | Paul Thompson    | 1                | 1             | 2     |
| 7.  | Hap Day          | 0                | 1             | 1     |
| 7.  | Red Dutton       | 0                | 1             | 1     |
| 7.  | Tommy Gorman     | 0                | 1             | 1     |
| 7.  | Johnny Gottselig | 0                | 1             | 1     |
| 7.  | Cecil Hart       | 0                | 1             | 1     |
| 7.  | Cooney Weiland   | 1                | 0             | 1     |

#### Według klubów
| Lp. | Klub                | Pierwsza drużyna | Druga drużyna | Razem |
| --- | ------------------- | ---------------- | ------------- | ----- |
| 1.  | New York Rangers    | 8                | 1             | 9     |
| 2.  | Chicago Blackhawks  | 4                | 3             | 7     |
| 3.  | Toronto Maple Leafs | 0                | 5             | 5     |
| 4.  | Boston Bruins       | 2                | 2             | 4     |
| 5.  | Detroit Red Wings   | 2                | 1             | 3     |
| 5.  | Montreal Canadiens  | 0                | 3             | 3     |
| 7.  | New York Americans  | 0                | 1             | 1     |